# 제364원정지원사령부
제364원정지원사령부(364th Sustainment Command (Expeditionary))는 미국 육군 예비군 제79유지지원사령부 산하 원정지원사령부로, 워싱턴주 메리즈빌 국군 예비군센터에 본부를 두고 있다."We Live to Support"

## 역사
1965년 12월 26일, 뉴욕주 뉴욕시에서 제364종합지원단으로 창설되었다. 3년 뒤의 1968에 포트 토텐으로 옮겨가 1972년에 부대 이름에서 종합이 빠졌고, 그 곳에서 1994년 1월 31일까지 활동하였다.
2007년에 전투지원부대 체계가 도입되어 지원여단으로 재조직되었으나, 곧바로 소집지 않았고, 2009년 9월 16일이 되어서야 시애틀시 포트 로턴에서 제365원정지원사령부으로서 소집되었다. 5년 뒤, 2001년 6월 30일에 워싱턴주 메리즈빌로 이사하였고, 그해 7월부터 1년동안 태스크포스 레이너(Task Force Rainier)로서 쿠웨이트에 배치되어 군수지원을 하였다. 

## 부대
- 제96지원여단, 맥스 L. 오스본 홀 미국 육군 예비군센터/포트 스테판 A. 더글라스 국군 예비군센터
  - 제96특수병력대대
  - 제191전투유지지원대대
- 제652지역지원단, 포트 윌리엄 H. 해리슨
  - 제814수송대대
  - 제411병기대대
- 제654지역지원단, 빅터 L. 캔딜 소위 홀 미국 육군 예비군센터
  - 제382전투유지지원대대
  - 제385수송대대

## 계보
- 1965년 12월 26일, Headquarters and Headquarters Company, 364th General Support Group
육군 예비군에 배정됨.
→제364종합지원단, 본부 및 본부중대
- 1972년 3월 1일, Headquarters and Headquarters Company, 364th Support Group
→제364지원단, 본부 및 본부중대
- 2007년 12월 4일, Headquarters and Headquarters Company, 364th Sustainment Command
→제364원정지원사령부, 본부 및 본부중대
- 2001년 7월 28일, 현역 근무를 명령받음.
- 2012년 8월 30일, 현역 근무에서 풀려나 예비대로 되돌려짐.

## 참고
- “Headquarters and Headquarters Company, 364th Sustainment Command” (영어). Center of Military History. 2017년 3월 3일. 2020년 10월 21일에 확인함.
- “364th About Us” (영어). United States Army Reserve Public Affairs Office. 2020년 10월 21일에 확인함.